# Leiotulus pastinacifolius
Leiotulus pastinacifolius är en flockblommig växtart som först beskrevs av Pierre Edmond Boissier och Benedict Balansa, och fick sitt nu gällande namn av Pimenov och T.A.Ostroumova. Leiotulus pastinacifolius ingår i släktet Leiotulus och familjen flockblommiga växter. Inga underarter finns listade i Catalogue of Life.